# Чистугаш
Чистугаш — посёлок в Прокопьевском районе Кемеровской области. Входит в состав Сафоновского сельского поселения.

## География
Центральная часть населённого пункта расположена на высоте 345 м над уровнем моря.

## Население
| 2010 |
| ---- |
| 18   |

### Половой состав
По данным Всероссийской переписи населения 2010 года, в посёлке Чистугаш проживало 18 человек (11 мужчин, 7 женщин).